# Masoud Mobaraki
Masoud Mobaraki Zadeh (persisch مسعود مبارکى زاده) (* 31. Mai 1953) ist ein ehemaliger iranischer Radrennfahrer.

## Sportliche Laufbahn
Mobaraki war im Bahnradsport aktiv und Teilnehmer der Olympischen Sommerspiele 1976 in Montreal. Im 1000-Meter-Zeitfahren kam er auf den 25. Rang.